# Železniční trať Tršnice – Luby u Chebu
Železniční trať Tršnice – Luby u Chebu (v jízdním řádu pro cestující označená číslem 146), přezdívaná jako Halštrovská dráha, je jednokolejná neelektrizovaná regionální dráha v okrese Cheb. Délka této tratě je 20,8 km. Celkové převýšení je 110 metrů. Ve stanici Tršnice navazuje na železniční trať Chomutov–Cheb.

## Historie
V roce 1881 byl založen Spolek pro výstavbu železnice města Schönbach (Luby), který společně se Skalnou podporoval vybudování železničníční tratě Luby – Skalná – Tršnice. O čtyři roky později bylo vydáno usnesení, které zaručovalo, že se za úvěry na stavbu zaručí země Česká. 16. října 1895 obdrželi koncesi ke stavbě šlechtic Jindřich Mattoni, okresní starosta Jan Seidl a hrabě Volkenstein-Trosburg ve Vildštejně, starosta Karl Habermann a c. k. komoří Engelhart v Schönbachu. Projekt zpracoval Ing. Seitz z Vídně, výstavbu prováděla firma Köhrer a syn z Aše. Slavnostní otevření se konalo 29. a 30. června 1900. Náklady na výstavbu činily 2 393 600 korun rakouské měny.

## Železniční stanice a zastávky

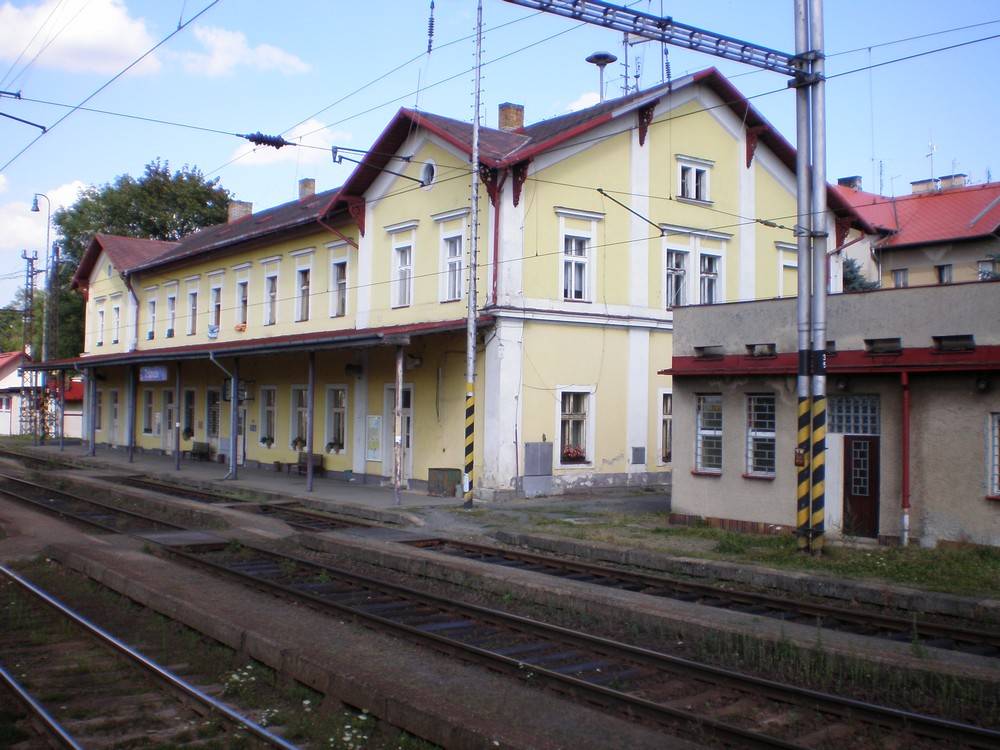
stanice Tršnice
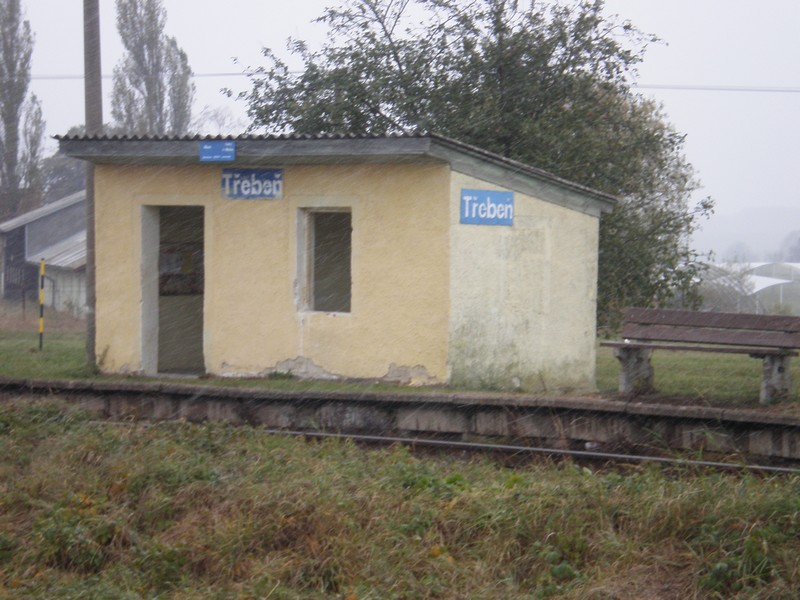
zastávka Třebeň
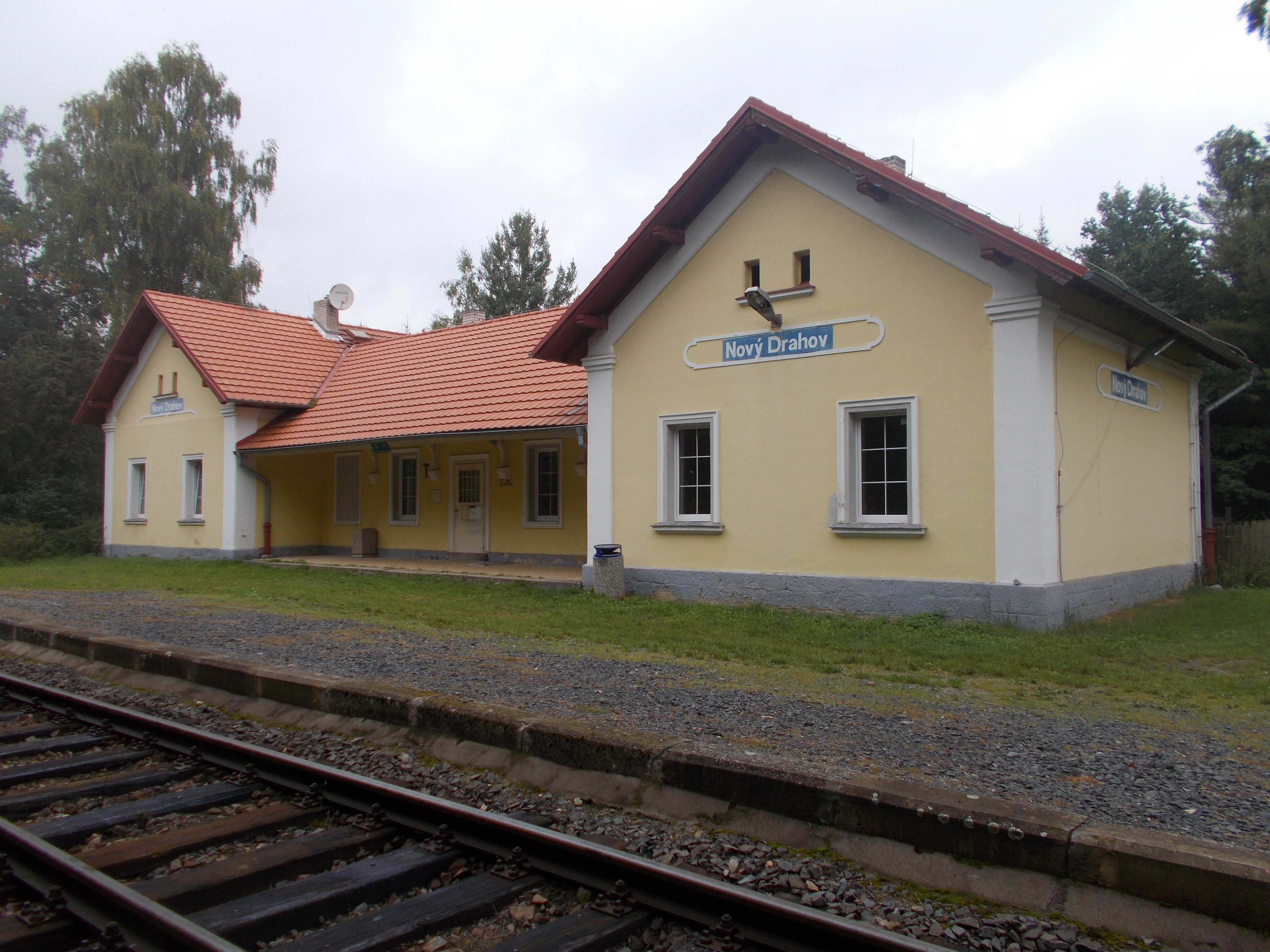
zastávka Nový Drahov
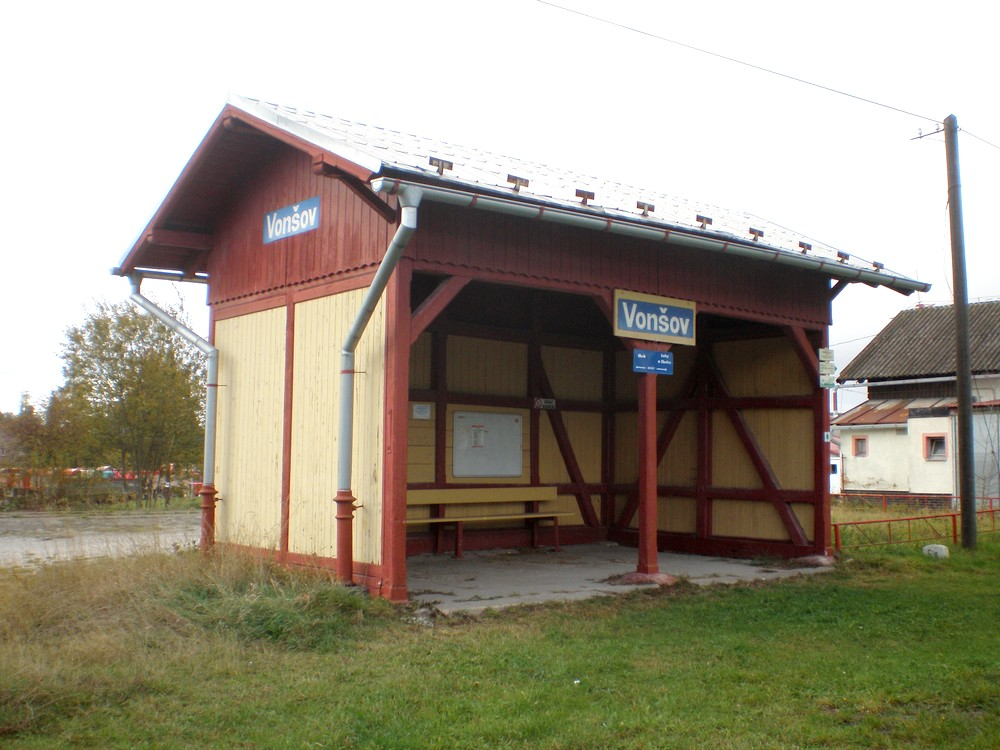
zastávka a nákladiště Vonšov
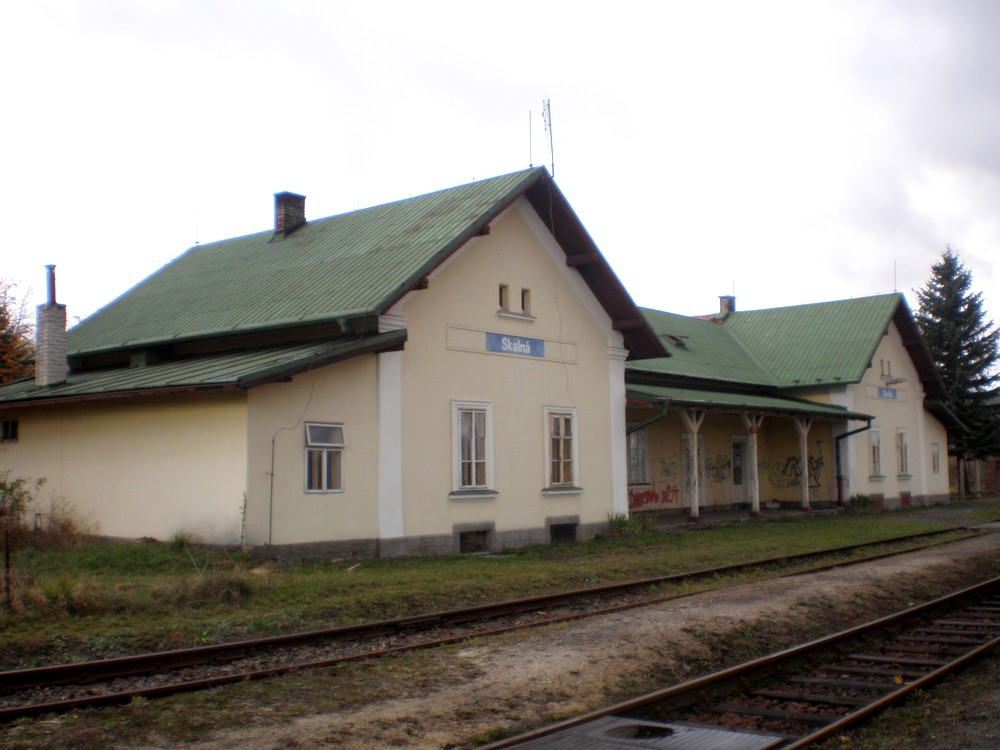
dopravna D3 Skalná
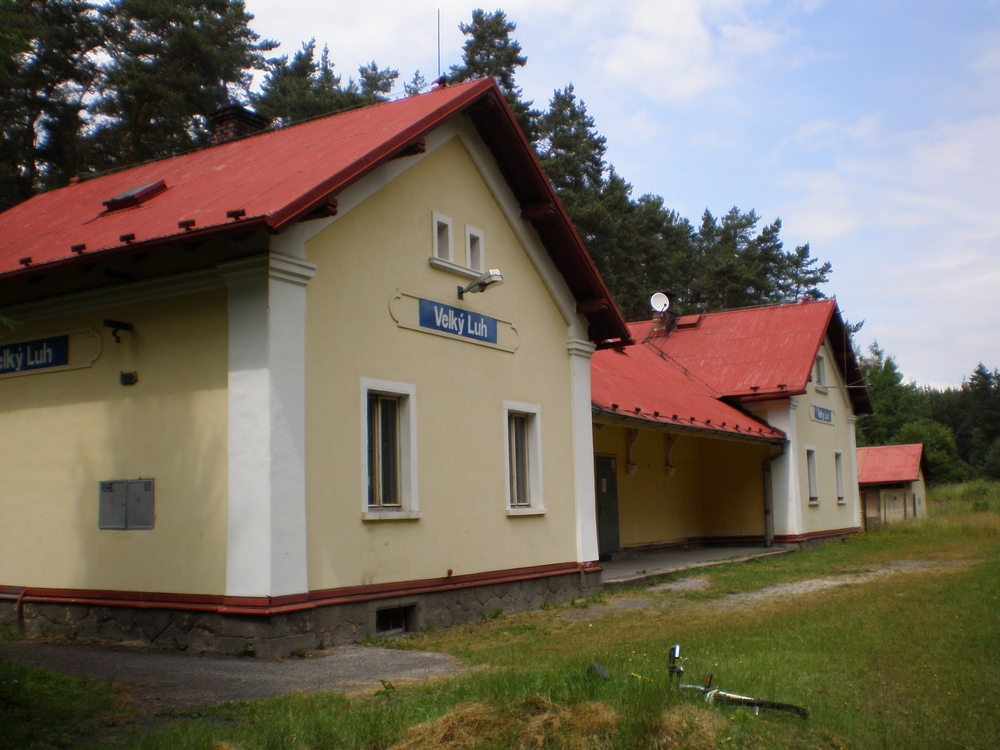
dopravna Velký Luh
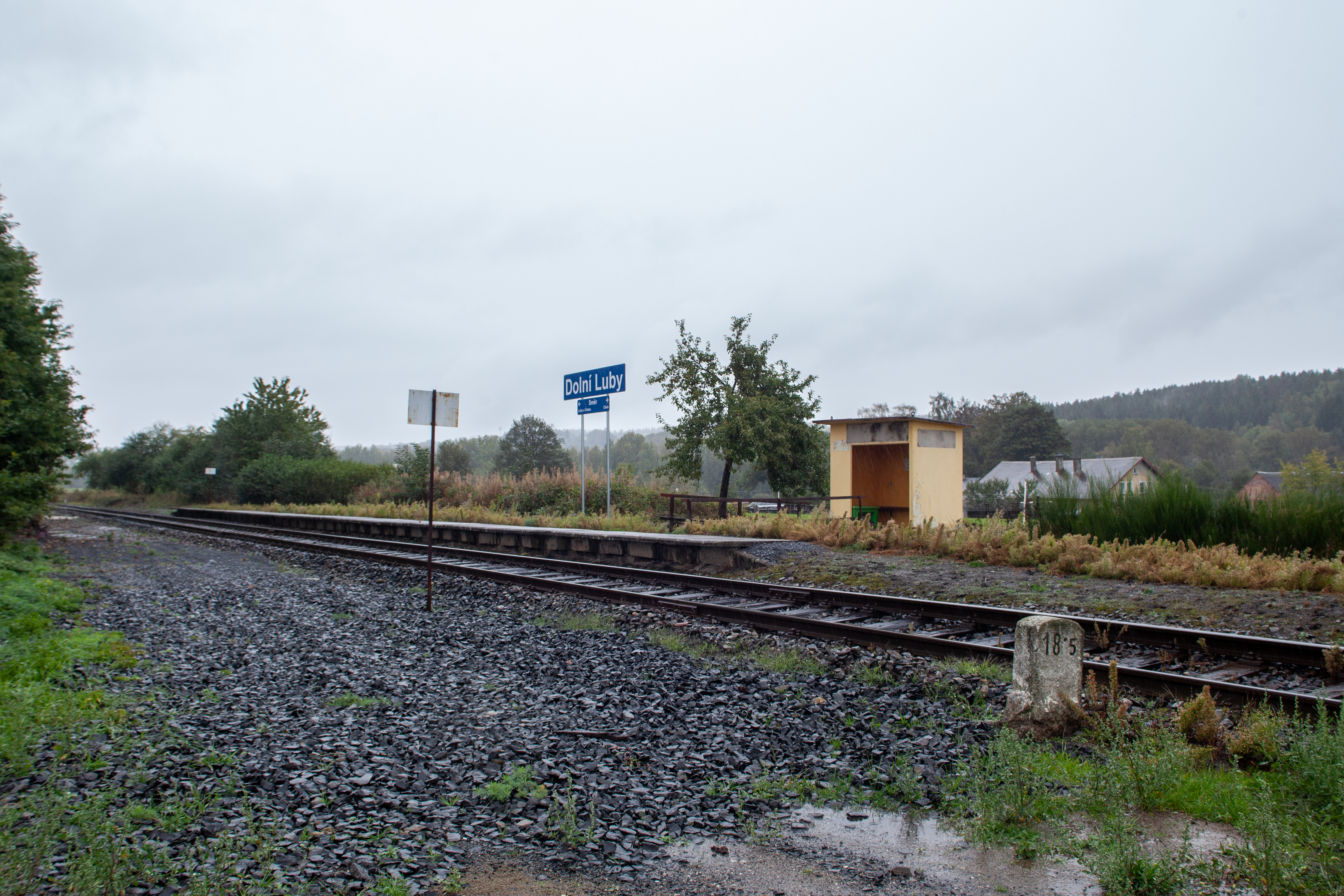
zastávka Dolní Luby
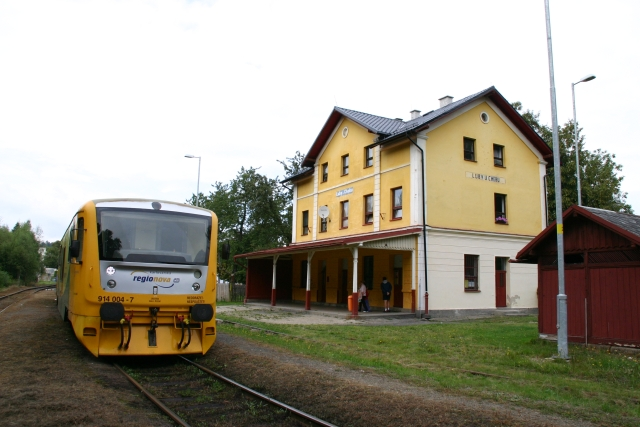
dopravna D3 Luby u Chebu